# Dumitru Tărțău
Dumitru Tărțău (n. 24 noiembrie 1970, București) este un fost jucător român de fotbal care a activat ca atacant

### Juniorat
- Metalul București (1980-1984)
- Dinamo București (1984-1988)

### Seriorat
- UTA Arad (1988-1995)
- Rapid București (1995-1998)
- Gloria Bistrița (1998-1999)
- Rapid București (1999-2000)
- Juventus București (2000-2001)

## Legături externe
- Dumitru Tărțău la romaniansoccer.ro